# Nomasticon Cisterciense
Das Nomasticon Cisterciense ist eine Sammlung von Gesetzestexten und Vorschriften mit Bezug auf den Zisterzienserorden, die in den ersten drei Jahrhunderten nach dessen Gründung im 12. Jahrhundert erlassen wurden. Es wurde im Jahr 1664 von Julien Paris im Verlag Alliot herausgegeben und steht in Zusammenhang mit der Bewegung der strengeren Observanz im Zisterzienserorden.
1892 erschien in Solesmes eine erweiterte Neuauflage, die von Pater Hugues Séjalon herausgegeben wurde.

## Aufbau
Das Werk besteht aus drei Teilen, die jeweils Rechtsvorschriften bzw. disziplinäre Anweisungen aus einem der ersten drei Jahrhunderte der Ordensgeschichte enthalten. Darunter befinden sich im ersten Abschnitt eine Edition der Benediktsregel, der Carta Caritatis, der Usus Antiquiores sowie Beschlüsse des Generalkapitels. Im zweiten Abschnitt folgen Akten zu Jurisdiktionsstreitigkeiten zwischen Äbten unter Papst Urban IV., eine Konstitution von Papst Clemens IV. zur Interpretation der Carta Caritatis sowie weitere offizielle Definitionen des Ordens. Im dritten Teil sind die Reformbulle Benedictina sowie neue Definitionen und päpstliche Briefe an das Generalkapitel enthalten. Als Prolog vorangestellt ist der Sammlung Exordienliteratur zur Frühgeschichte des Zisterzienserordens, die den religiösen Eifer und das gewissenhafte Leben der frühen Zisterzienser und Verfasser der ordensinternen Gesetze vor Augen stellen soll:
1. Capitula Exordii seu Historiae nascentis Coenobii & Ordinis Cisterciensis. Prologus (18 Kapitel Exordienliteratur).
2. Constitutiones, Distinctiones Capituli Nomastici Ordinis Cisterciensis (Konstitutionen und Rechtstexte des Zisterzienserordens).
  1. Prima Pars complectens Constitutiones quae primo praedicti Ordinis saeculo sancitae sunt. S. 1–368 (1. Teil: Konstitutionen des 1. Jahrhunderts nach der Gründung des Ordens).
    1. Regula Sanctissimi P. Benedicti Abbatis. S. 4–62 (Benediktsregel).
    2. Charta Charitatis. S. 65–80.
    3. Usus Antiquiores Ordinis Cisterciensis. S. 83–244  (unter anderem liturgische Vorschriften aus der frühen Ordensgeschichte).
    4. Instituta Capituli Generalis Ordinis Cisterciensis. S. 246–272 (Verordnungen des Generalkapitels).
    5. Institutiones Capituli Generalis Ordinis Cisterciensis. S. 274–368 (Anordnungen des Generalkapitels; behandelt werden die Pflichten, Aufnahme und Entlassung von Mönchen; Dienste im Kloster; Privilegien des Ordens; das Ordensgewand etc.).

  2. Secunda Pars Nomastici Cisterciensis complectens Constitutiones quae secundo praedicti Ordinis saeculo sancitae sunt. S. 369–582 (2. Teil: Konstitutionen des 2. Jahrhunderts nach der Gründung des Ordens).
    1. Acta disceptationis (Abbatum Ordinis Cisterciensis sub Urbano IV) S. 379–464 (Streitigkeiten zwischen den Äbten unter Urban IV. bezüglich der Jurisdiktion im Orden).
    2. Constitutio D. Papae Clementis IV. pro Interpretatione Chartae Charitatis, & compositione praedictae Disceptationis. S. 466–480 (Konstitution von Papst Clemens IV. zur Interpretation der Carta Caritatis und zur Aussöhnung der Streitigkeiten).
    3. Libellus Antiquarum definitionum Ordinis Cisterciensis. S. 482–582 (alte Definitionen des Ordens).

  3. Nomastici Cisterciense seu Antiquiores Ordinis Cisterciensis Constitutiones. Tertia Pars complectens constitutiones quae tertio praedicti Ordinis saeculo sancitae sunt. S. 583–686 (3. Teil: Konstitutionen des 3. Jahrhunderts nach der Gründung des Ordens).
    1. Constitutio D. Benedicti Papae XII. pro Reformatione Ordinis Cisterciensis. S. 586–614 (Konstitution Benedictina von Papst Benedikt XII. zur Reform des Ordens).
    2. Libellus Novellarum Definitionum Ordinis Cisterciensis. S. 616–662 (neue Definitionen des Ordens).
    3. Epistolae Romanorum Pontificium Eugenii IV. Nicolai V. & Innocentii VIII. ad Capitulum Generale Ordinis Cisterciensis. S. 664–673 (Briefe der Päpste Eugen IV., Nikolaus V. und Innozenz VIII. an das Generalkapitel).
    4. Articuli Parisienses. S. 674–686 (im Jahr 1494 am Collège des Bernardins erlassene Artikel zur Reform des Ordens).

## Intention
Das Nomasticon ist von der Bewegung der strengeren Observanz beeinflusst, die nach dem Konzil von Trient (1545–1563) mittels einer genaueren Beachtung der Ordensregel eine Erneuerung der Zisterzienser intendierte. Ziel des Herausgebers Paris, der als Universitätsdozent und Abt des Klosters Foucarmont selbst Anhänger der strengeren Observanz war, ist es, die Frömmigkeit des Zisterzienserordens in den ersten Jahrhunderten herauszustreichen, welche Folge einer genauen Befolgung der strengen ordensinternen Regeln gewesen sei. Im Vorwort zum Nomasticon betont Paris, diese Vorschriften hätten bewirkt, dass der Zisterzienserorden bei allen aufgrund seiner außerordentlichen Heiligkeit angesehen gewesen sei. Den spirituellen Verfall der Zisterzienser zu seiner Zeit führte er auf das Vergessen und Nichtbeachten bzw. die Abmilderung dieser Regeln zurück, der er mit dem Nomasticon entgegenzuwirken versuchte.

## Forschung
Das Nomasticon stellt in der Zisterzienserforschung eine geschätzte Quelle früher Schriften des Ordens dar. Der Vergleich mit älteren Codices ergab allerdings, dass an einigen Stellen sinnstörende Unrichtigkeiten enthalten sind sowie einige Zusätze, die in Handschriften aus dem 15. Jahrhundert zu finden sind, fehlen. Eine kritische Neuausgabe des Nomasticon auf dem Stand der aktuellen Forschung gibt es nicht. Die Ausgabe von Hugues Séjalon (1892) stellt die bislang letzte dar.